# Münster Journal of Mathematics
Das Münster Journal of Mathematics ist eine mathematische Fachzeitschrift, in der Forschungsarbeiten aus allen
Gebieten der reinen und angewandten Mathematik erscheinen.
Sie wird von den Mathematischen Instituten der Universität Münster herausgegeben.
Die Zeitschrift wurde 2008 gegründet und erscheint seitdem jährlich in einem Band. Sie ersetzt die Schriftenreihe des Mathematischen Institutes Münster, die 1948 durch Heinrich Behnke gegründet und durch Reinhold Remmert, George Maltese und Christopher Deninger weitergeführt wurde.
Die Zeitschrift erscheint sowohl im Druck als auch elektronisch. Alle Artikel sind im Volltext frei als PDF erhältlich.
Nach den Mathematical Reviews hat die Zeitschrift 2012 einen Zitierindex
(Mathematical Citation Quotient) von 0.88.

## Herausgeber
Die Herausgeber der Zeitschrift sind gegenwärtig:
- Joachim Cuntz
- Siegfried Echterhoff
- Karsten Grove
- Tadeusz Januszkiewicz
- Linus Kramer
- Matthias Löwe
- Bertrand Rémy
- Peter Schneider
- Katrin Tent
- Michael Weiss
- Burkhard Wilking